# بنك الإمارات دبي الوطني
بنك الإمارات دبي الوطني هو مصرف إماراتي، تأسس في 16 أكتوبر سنة 2007 نتيجة لعملية الاندماج التي تمت بين بنك الإمارات الدولي و بنك دبي الوطني، يعد أكبر مصرف في دولة الإمارات العربية المتحدة، وذلك نتيجة اندماج مع بين ثاني ورابع أكبر مصرفين في دولة الإمارات العربية المتحدة، وذلك لتشكيل مجموعة مصرفية تتمتع بأكبر ميزانية في دول مجلس التعاون الخليجي، يبلغ عدد فروعه حوالي 141 فرعاً و740 جهاز صراف آلي في الإمارات العربية المتحدة، يعمل مصرف الإمارات دبي الوطني في مجال الاستثمار، التجارة، الرهن العقاري، بطاقات الائتمان، خدمات مالية، والتأمين، يعمل المصرف في كل من الإمارات العربية المتحدة والمملكة العربية السعودية، المملكة المتحدة، سنغافورة، ومصر، والهند، وله مكاتب تمثيل في إيران.

## الخدمات
يعمل مصرف الإمارات دبي الوطني في العديد من المجالات مثل الاستثمار، التجارة، الرهن العقاري، بطاقات الائتمان، الخدمات المالية، والتأمين، والاستشارات الاستثمارية.

## الشركات التابعة
يضم مصرف الإمارات دبي الوطني مجموعة من الشركات وهي:
- مصرف الإمارات الإسلامي.
- الإمارات دبي الوطني لإدارة الأصول.
- الإمارات دبي الوطني للأوراق المالية.
- داينرز كلوب.
- نتوورك إنترناشيونال.
- ئي تي إف إس.
- الإمارات المالية للتمويل الاستهلاكي.
- الإمارات دبي الوطني كابيتال المحدودة.
- ائتمان مصرف دبي الوطني المحدود.
- الإمارات دبي الوطني كابيتال.
- الاتحاد العقارية.
- الوطنية للتأمينات العامة.

## مناطق الخدمة

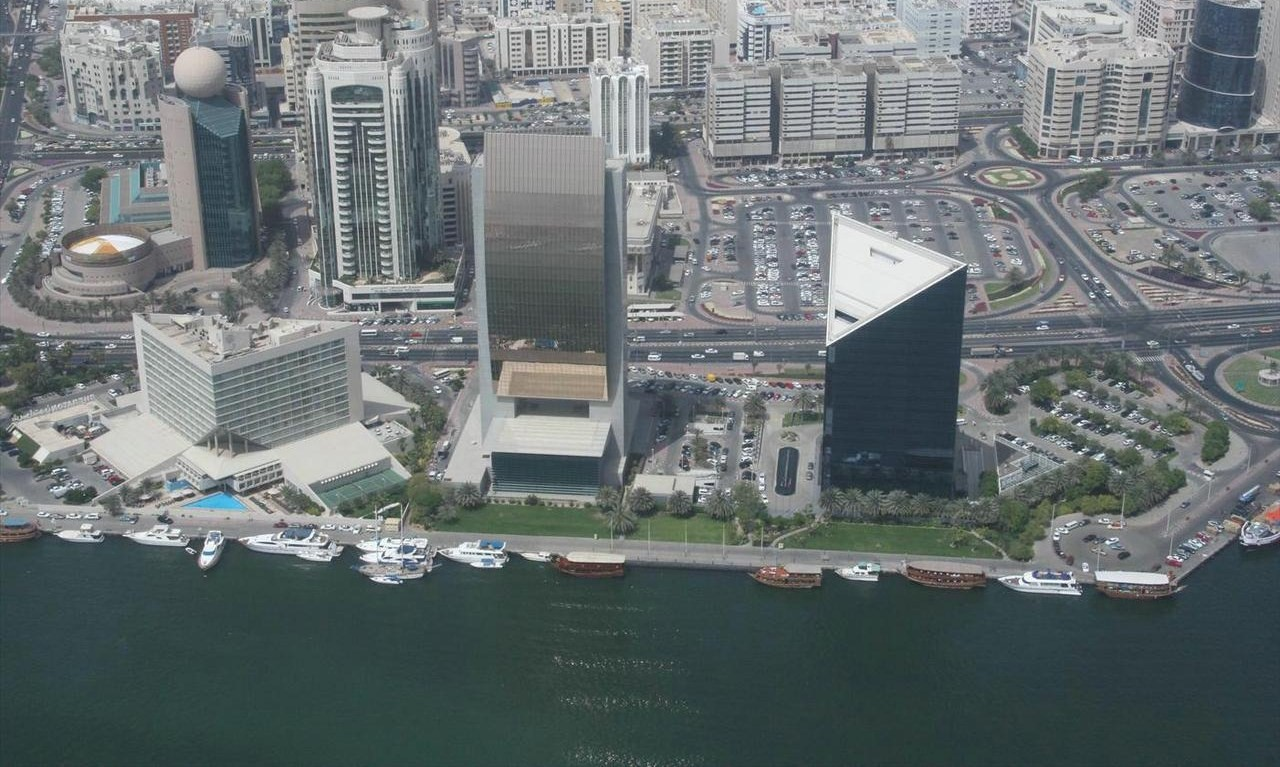
المقر الرئيسي للمصرف في دبي

يعمل مصرف الإمارات دبي الوطني في كل من الإمارات العربية المتحدة، المملكة العربية السعودية، مصر، المملكة المتحدة، الهند وسنغافورة، كما أنه له مكاتب تمثيل في كل من الصين وأندونيسيا.
- الإمارات

وتضم المقر الرئيسي للمصرف في دبي، ويقدم المصرف خدماته فيها من خلال أكثر من 141 فرعاً، و740 آلة صراف آلي في جميع أنحاء الدولة.
- مصر

تأسس مصرف الإمارات دبي الوطني في مصر نتيجة الاستحواذ على نسبة 100% من أسهم مصرف بي إن بي باريبا في مصر في 10 يونيو 2013، وقدرت قيمة الصفقة ب 500 مليون دولار أمريكي، ويبلغ عدد فروع المصرف 68 فرعاً منتشرين في أنحاء مصر، ويخدم المصرف ما يقارب 200 ألف عميل من الأفراد و3000 عميل من الشركات و700 مؤسسة مالية.
- السعودية

تأسس مصرف الإمارات دبي الوطني في السعودية في 2004، حيث كان أول مصرف أجنبي يحصل على رخصة تشغيل في المملكة.
- المملكة المتحدة
- سنغافورة
- تونس

بنك الإمارات دبي الوطني تونس تأسس عام 2018 ومقره تونس العاصمة.